# Aeroport de Kalandia

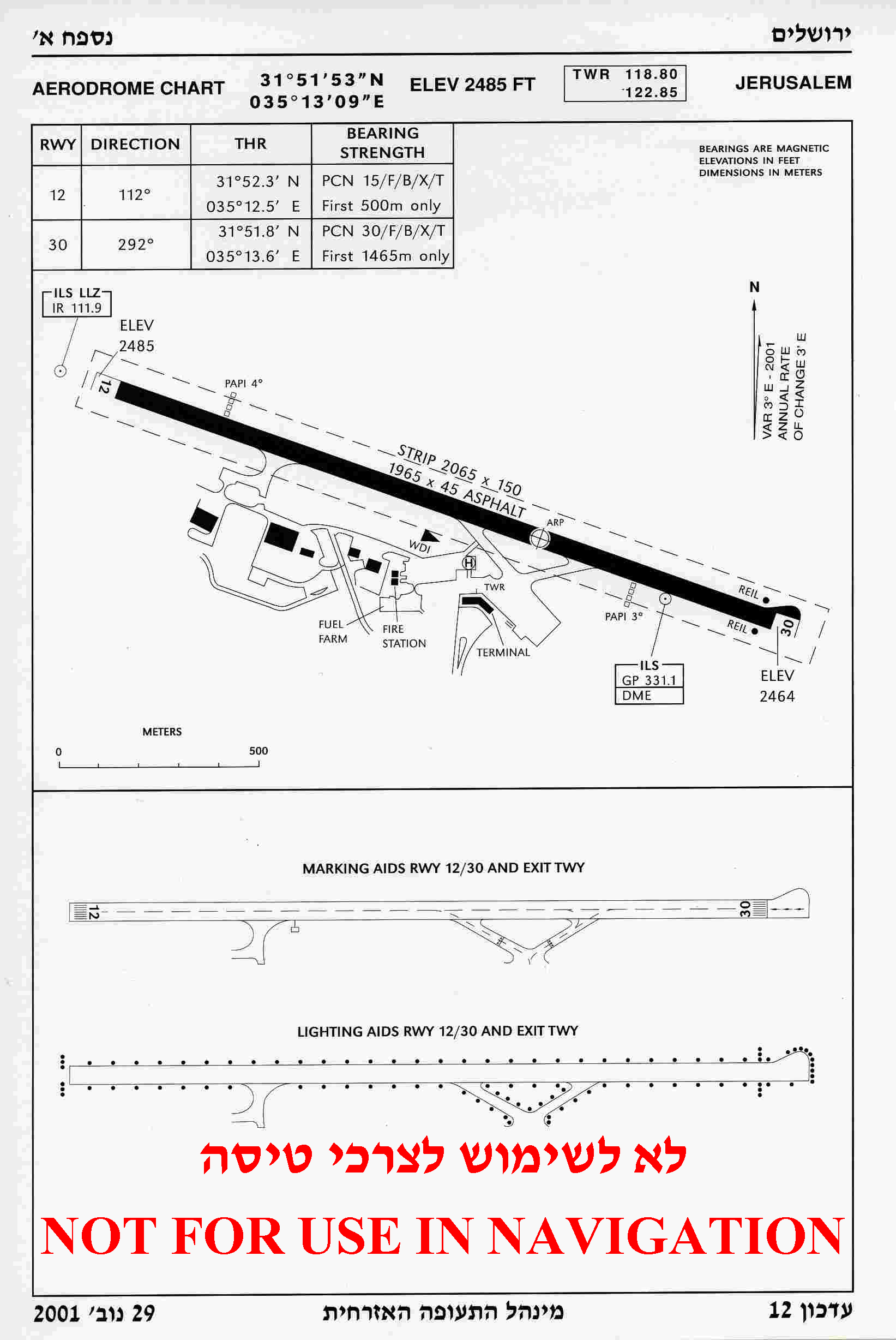

L'Aeroport de Kalandia (àrab: مطار قلنديا, Maṭār Qalandiyā), també anomenat Aeroport de Jerusalem (àrab: مطار القدس, Maṭār al-Quds) i Aeroport d'Atarot, és un petit aeroport situat entre Jerusalem i Ramallah. Quan va ser inaugurat l'any 1920 va ser el primer aeroport al Mandat Britànic de Palestina. S'ha tancat al trànsit civil des de l'esclat de la Segona Intifada el 2001.
Des de 1920 fins a 1930, el camp d'aviació de Kalandia era l'únic aeroport en el Mandat Britànic de Palestina. Va ser utilitzat per les autoritats militars britàniques i convidats prominents amb destinació a Jerusalem. El 1931, el govern va expropiar terres obligatòria del poble jueu d'Atarot per ampliar la pista d'aterratge, en el procés de demolició d'habitatges i el desarrelament d'horts fruiters. El 1936, l'aeroport va ser inaugurat vols regulars. El poble d'Atarot va ser capturat i destruït per la Legió Àrab jordana durant el Guerra araboisraeliana de 1948.
Des de 1948 a la Guerra dels Sis Dies al juny de 1967, l'aeroport estava sota control jordà, designat OJJR. Després de la Guerra dels Sis Dies, l'aeroport de Kalandia va ser incorporat en el terme municipal de la ciutat de Jerusalem i va ser designat Aeroport Internacional de Jerusalem (àrab: مطار القدس الدولي, Maṭār al-Quds ad-Duwalí).

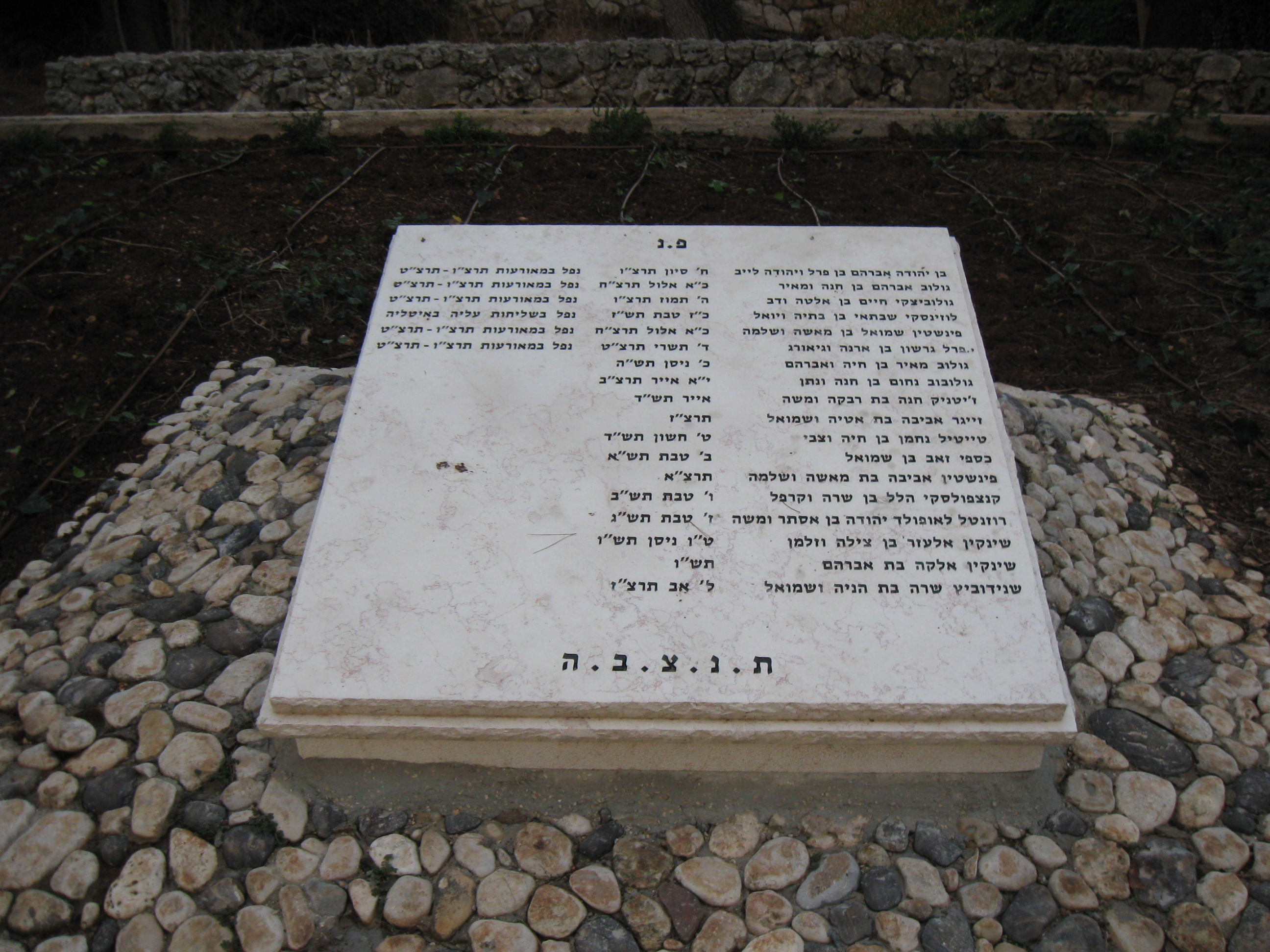
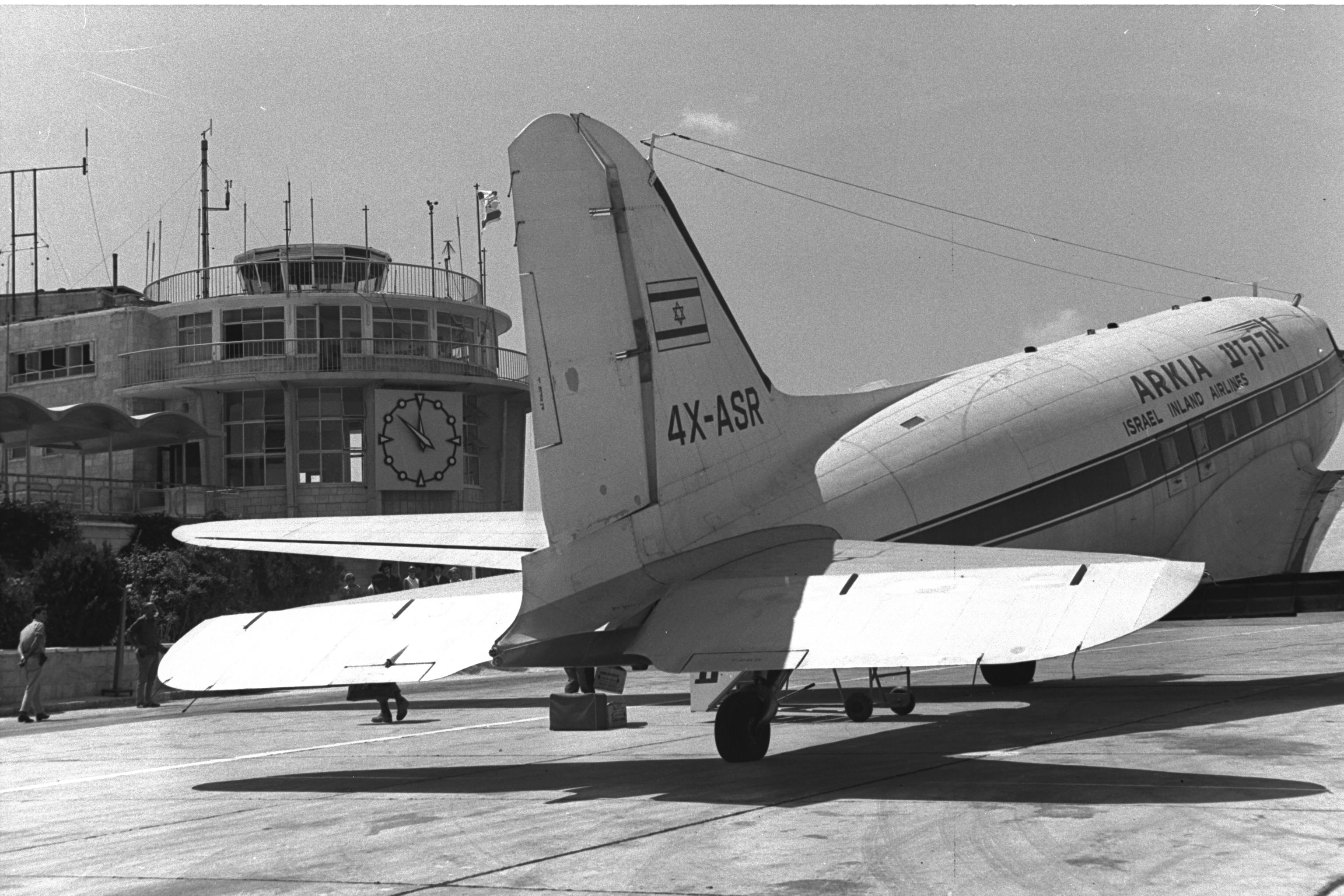
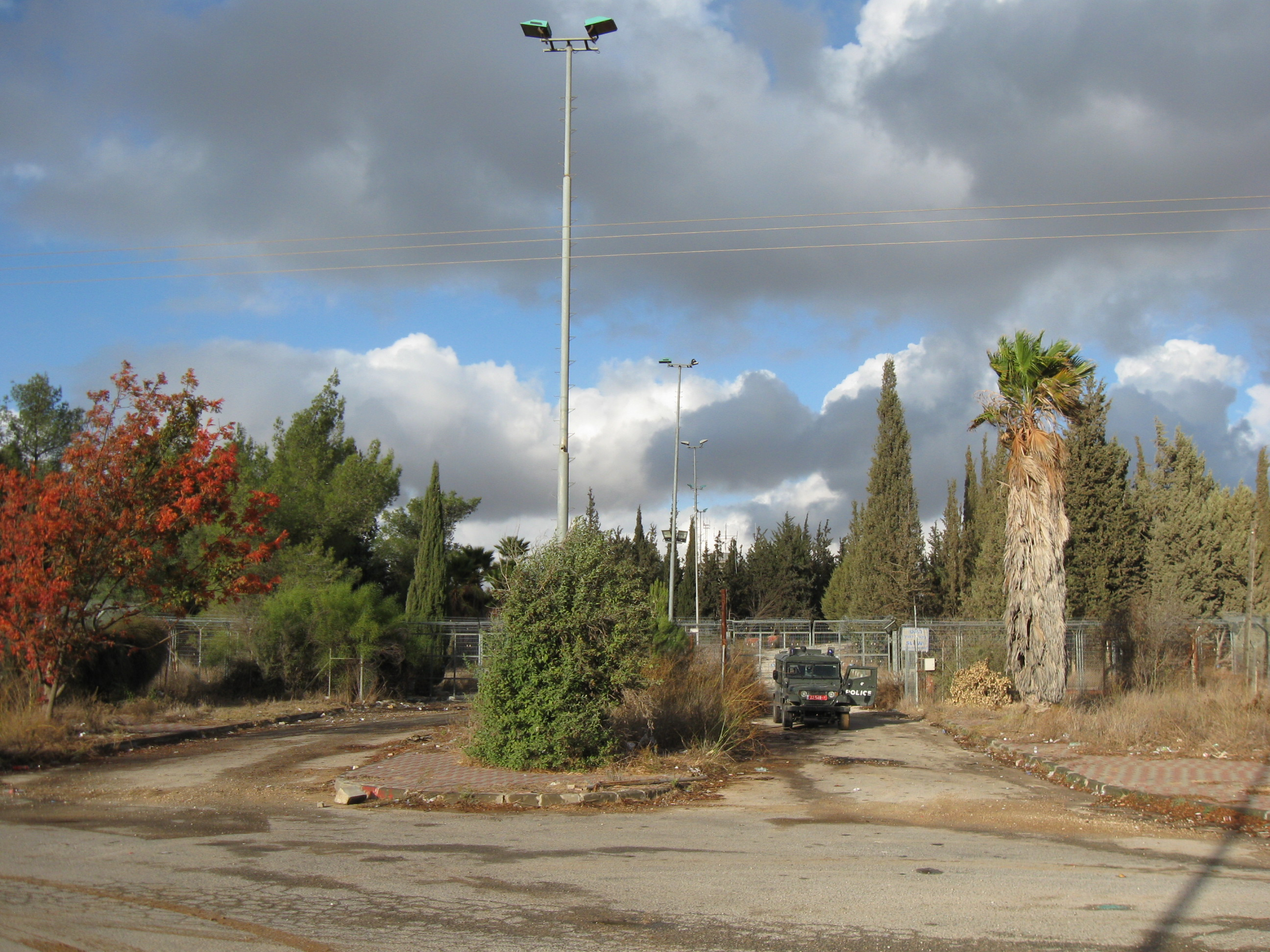